# Bladtangara
Bladtangara (Platyspiza crassirostris) är en fågel i familjen tangaror inom ordningen tättingar.

## Utseende
Bladtangaran är en stor och rätt papegojnäbbad finkliknande fågel. Näbben är ungefär lika lång som hög, med en kraftigt rundad övre kant och någt böjd undre. Hanen har svart huva och svart näbb, sotfärgad rygg och gulaktig buk med mörka streck. Honan är gulbrun med ljus näbb, vitaktg eller gulaktig buk och bruna streck på undersidan. Arten är mycket lik större trädtangara, men denna är mindre och har mindre näbb.

## Utbredning och systematik
Bladtangaran förekommer på Galápagosöarna på huvudöarna förutom de allra mest arida. Den placeras som ensam art i släktet Platyspiza  och behandlas som monotypisk, det vill säga att den inte delas in i några underarter.

### Familjetillhörighet
Liksom andra finkliknande tangaror placerades denna art tidigare i familjen Emberizidae. Genetiska studier visar dock att den är en del av tangarorna.

## Status
Trots det begränsade utbredningsområdet och att den tros minska i antal anses beståndet vara livskraftigt av internationella naturvårdsunionen IUCN.  Populationen uppskattas bestå av mellan 70 000 och 100 000 adulta individer.

## Namn
Denna art tillhör en grupp fåglar som traditionellt kallas darwinfinkar. För att betona att de inte tillhör familjen finkar utan är istället finkliknande tangaror justerade BirdLife Sveriges taxonomikommitté 2020 deras namn i sin officiella lista över svenska namn på världens fågelarter.